# Alphonse Gratry
Pour les articles homonymes, voir Gratry.

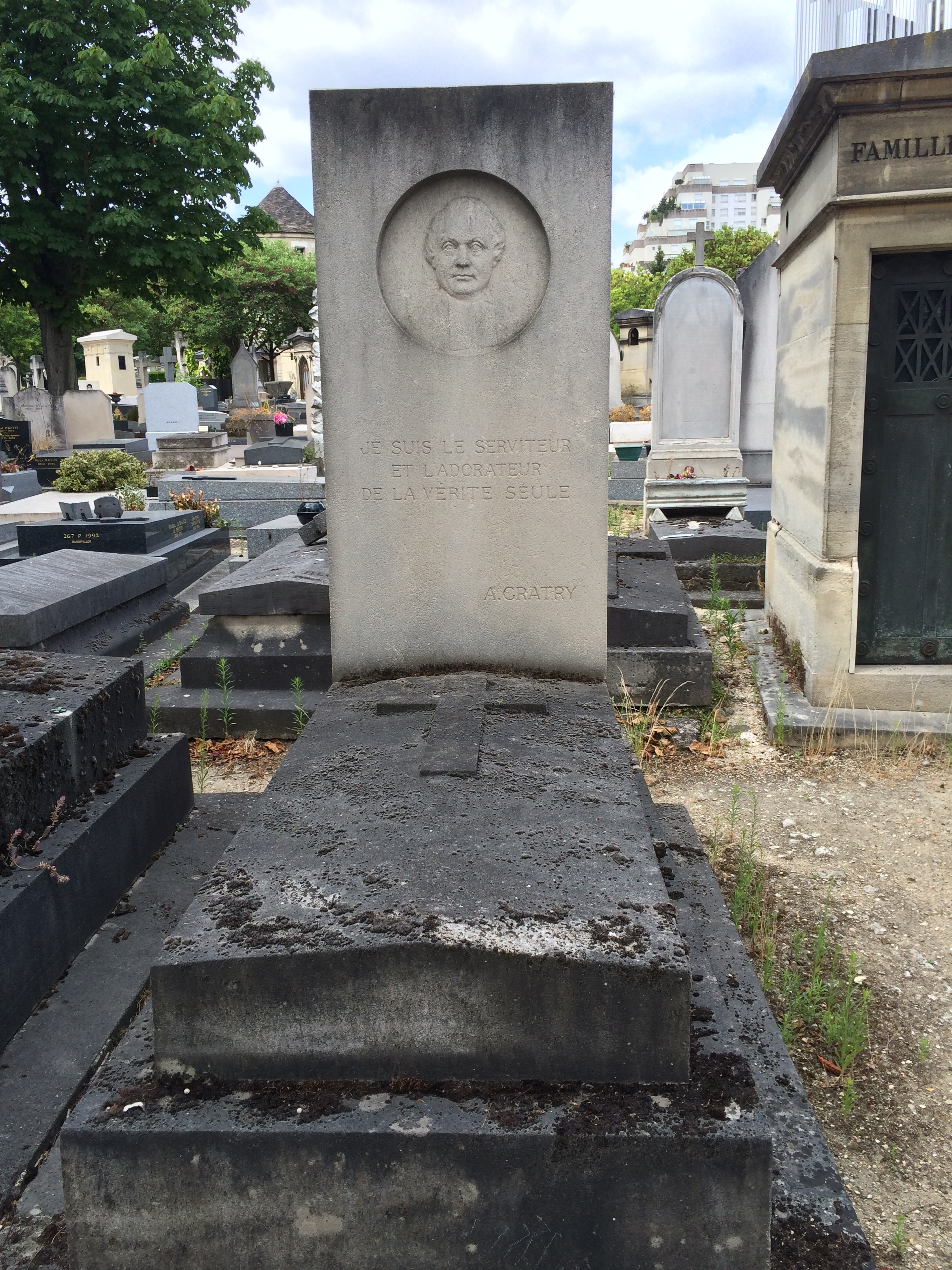
Sépulture d'Alphonse Gratry au cimetière du Montparnasse (Paris).

Alphonse Joseph Auguste Gratry, né à Lille le 30 mars 1805, mort à Montreux le 7 février 1872, est un prêtre catholique et philosophe français, restaurateur de l'Oratoire de France.
Le père Gratry fut considéré, avec Henri Lacordaire, comme le prêtre le plus éloquent de 1830 à 1870, quelque chose comme « le Malebranche du XIXe siècle ». Selon Émile Faguet, son confrère à l’Académie, il fut à la fois un savant, un philosophe et un prédicateur, et sa voix savait convaincre, persuader, toucher, maîtriser, faire pleurer ou réfléchir. Il avait la sincérité, l’onction et l’imagination qui le poussèrent à réconcilier science et foi, démocratie et christianisme.

« Doué d'une brillante faculté intellectuelle ... ayant vécu de radicales expériences intérieures, Gratry se fixe pour tâche de promouvoir la réconcilation de la science et de la foi ... et de coopérer à une réforme de la société, sous le rayonnement de la foi chrétienne »

— Henri de Gensac

## Biographie

### Jeunesse et formation
Issu de la famille Gratry, fils de Louis-Joseph Gratry, militaire, et de Françoise Victoire Naverdet, il naquit à Lille par le hasard des guerres et des cantonnements paternels, et passa son enfance en partie à Magdebourg jusqu’à l’âge de huit ans. Fils d’une mère très jeune à laquelle il voua un vrai culte, plus tard, au milieu des plus hautes spéculations de la métaphysique, il garda le sourire et l’ingénuité de l’enfance. Pour lui, il y avait « plus de Philosophie dans la sagesse passive des petits enfants que dans les livres de philosophes ».
Rentré en France, il fut un brillant élève au lycée de Tours, puis fit deux années de rhétorique et une année de philosophie au collège Henri-IV et au collège Saint-Louis ; il obtint un prix de discours latin en rhétorique et deux prix de dissertations latine et française en philosophie, au concours général en 1822-1824. Il semblait donc tout destiné à des études de lettres.
Sans doute sous l’influence de ses père, oncle et grand-père, soldats de l’Empire français, il s’en fallait de peu qu’il ne fût totalement athée à l’époque ; ceci rend d’autant plus inattendue sa conversion chrétienne : il vit Dieu au milieu d’un rêve à l’âge de 17 ans et fit, dans une église parisienne, le vœu de pauvreté et de ne posséder que la vérité et la justice. Louis Ratisbonne écrit de lui : « Après de brillantes études littéraires et une seule année de mathématiques, entrer à l’École polytechnique et avoir voulu y entrer non point pour devenir ingénieur, officier d’artillerie ou de marine, mais dans le but de s’y forger des armes savantes pour la gloire de Dieu et la défense de la foi, cela n’est pas d’un esprit ordinaire ni d’une âme commune ».
Il fréquenta donc l’École polytechnique de 1825 à 1827 et, au sortir de cette institution, il travailla brièvement, semble-t-il, aux services publics de l’État. En 1827, un héritage inattendu mit ses parents à l’aise, et un mariage avantageux assura l’avenir de sa sœur. Il renonça alors à sa famille (suivant en cela le modèle de son contemporain et ami, le cardinal Newman), laquelle considérait sa conversion comme une trahison.

### Séminaire et enseignement
Alphonse Gratry partit étudier la théologie au séminaire de Strasbourg, en 1828, sous la férule de l’abbé Bautain. Le jeune séminariste commença alors, après six mois de méditation, à rejoindre un groupe de jeunes prêtres à la recherche d’un idéal comme lui, réunis à Strasbourg sous la houlette d’une pieuse personne, mademoiselle Louise Humann (sœur de Georges Humann). Cette dernière pousse Gratry à rejoindre le couvent du Bischenberg dans les montagnes des Vosges. Après juillet 1830, le couvent est dispersé.
Commença pour lui alors une carrière professorale : d’abord professeur de rhétorique au petit séminaire de Strasbourg en 1832, il participa dans cette ville aux festivités qui accompagnèrent l’inauguration en juin 1840 de la statue de Gutenberg ; pour l’occasion, il écrivit, en collaboration avec un certain Vessière le livret d’un petit opéra : Gutenberg à Strasbourg ou l’invention de l’imprimerie ; l’œuvre fut effectivement représentée au théâtre de Strasbourg, avec compte-rendu dans le Courrier du Bas-Rhin du 25 juin 1840.

### Le collège Stanislas
La force d’âme et les qualités d’enseignant de Alphonse Gratry lui méritèrent le poste de directeur du fameux collège Stanislas de 1840 à 1846, alors qu’il n’a que 35 ans. Sous son administration, cet établissement gagna un renom que lui valaient les qualités de ses professeurs et de son enseignement. Le gouvernement montra sa gratitude au Directeur en l’élevant à la distinction de chevalier de la Légion d'honneur, dès 1845. Malgré les charges de ces fonctions pédagogiques et directoriales, il trouva en lui la force et le temps d’étudier encore, et d’acquérir les grades de docteur ès Lettres en 1840 à la faculté de Strasbourg, et en théologie en 1846 à la faculté d’Aix. Préférant l’étude aux soucis de l’administration, l’abbé Gratry donna sa démission de ses fonctions au collège Stanislas. Ses titres lui valurent toutefois la chaire de morale évangélique à la Sorbonne en 1863. Par ailleurs, de 1846 à 1851, il fut chargé d'être aumônier de l'École normale supérieure. D'où plus tard, il sera visité, avec admiration, par des normaliens tels Léon Ollé-Laprune et Henri Huvelin. Malgré les hauts postes qu’il occupait, Alphonse Gratry était soucieux des grandes iniquités de son siècle, et il ne put retenir, par exemple, cette protestation : « il y a aux États-Unis cinq millions d’hommes que d’autres hommes possèdent contre la loi de Dieu ; vous n’avez pas le droit… ».

### Vers l’Oratoire
Le père Gratry n’était pas seulement un enseignant de qualité, un théologien remarquable, il possédait également un charisme tel qu’il fut nommé aumônier à l’École normale en 1846…
Or, le directeur de cet établissement était à l’époque le philosophe et historien, Étienne Vacherot, auteur d’une célèbre Histoire critique de l’école d’Alexandrie. Alphonse Gratry décela dans le troisième volume de ce monument des idées panthéistes et reprocha à son auteur d’avoir fait profession d’athéisme. Pour pouvoir attaquer Vacherot sur ces points, Alphonse Gratry préféra démissionner de son poste d’aumônier en 1852. Ce n’est que sur son lit de mort que Alphonse Gratry souhaita se réconcilier avec ce vieil ennemi ; il le fit d’autant plus volontiers que ce dernier avait montré son opposition au régime de Napoléon III.
Le temps de la création avait sonné pour Alphonse Gratry : en 1852, l’abbé Gratry et son ami l’abbé Pététot, curé de Saint Roch, entreprirent de reconstituer le célèbre et savant ordre de la Société de l'oratoire de Jésus, supprimé depuis 1792, sur le modèle de ce qui avait été fait quelques années auparavant par le cardinal Newman en Angleterre. Il habitait alors à Paris, rue Barbet-de-Jouy ; il aimait les chambres claires, mais avait horreur du carrelage, des plâtriers et des peintres ! « Il aimait avec passion le spectacle du ciel. Pour en jouir plus à l’aise, il habitait sur un des points les plus ouverts de Paris, l’étage supérieur d’une maison où il avait la vue des collines lointaines, … et un cabinet de travail inondé de lumière » (R. P. A. Chauvin).

### Vers l’Académie française
Il fut reçu en 1867 à l’Académie française au 33e fauteuil, succédant ainsi au baron de Barante en deux tours de scrutin, en concurrence avec Théophile Gautier, L. de Lavergne et M. de Chapagny ; ses parrains furent M. d’Orléans et le duc de Noailles ; il fut reçu le même jour que J. Favre, autre opposant au régime bonapartiste, ce dernier au fauteuil de Victor Cousin.
Louis Jourdan, le journaliste du journal « Le Siècle » en fait le compte-rendu pour ses lecteurs : « Depuis le jour où l’Académie reçut dans son sein M. Dupanloup, évêque d’Orléans, la foule des curieux et des curieuses surtout ne s’était pas pressée si ardente et si compacte sous la coupole du palais de l’Institut… 
Les portes s‘ouvrent enfin ; MM. Vitet et Villemain, revêtus de l’uniforme aux palmes vertes, prennent place au bureau. La récipiendaire assisté de ses parrains académiques, M. Dupanloup et M. de Noailles attire tous les regards. Il porte la soutane ; c’est un homme de soixante-trois ans qui paraît à peine en avoir cinquante ; sa figure est empreinte de douceur et de fermeté….
S’il ne brille pas par des qualités éclatantes, hors ligne, le bagage littéraire et philosophique du nouvel immortel ne laisse pas que d’être volumineux. Indépendamment des deux ouvrages que nous avons cités, M. l’abbé Gratry a publié la Connaissance de l’Âme, la Connaissance de Dieu, la Logique, la Philosophie du Credo, le Mois de Marie, un Commentaire sur l’Évangile de Saint Mathieu, un volume intitulé Jésus Christ en réponse à M. Renan, la Paix, les Sources, etc., etc. Hier encore la Revue moderne publiait un nouveau travail de M. Gratry, et les journaux religieux de ce matin annoncent l’apparition prochaine d’un ouvrage considérable dû à sa plume infatigable. »
Celle-ci s'est notamment engagée au service de la paix dans un ouvrage éponyme paru en 1861 puis dans La Morale et la Loi de l'histoire (1868). Avec enthousiasme il adhéra à la « Ligue de la Paix » fondée par Frédéric Passy en 1867, siégeant aux côtés de non-catholiques, ce qui aboutit à son exclusion de l'Oratoire. Les années qui lui restaient à vivre furent difficiles ; lorsqu’en 1870, le Concile Vatican I envisagea de proclamer l’Infaillibilité pontificale, il contesta d’abord celle-ci dans son livre Mgr l'évêque d'Orléans et Mgr l'archevêque de Malines (1870) avant de se soumettre à la décision conciliaire. Il se réfugia pendant la guerre de 1870 à Pau, chez des amis, M. et Mme Cheuvreux, et passa la Commune à Versailles, puis en Belgique.

### Dernières années
Mais il avait contracté depuis son passage au séminaire de Strasbourg une inflammation de la gorge, qui s’était transformée en cancer, et qu’il alla soigner à Montreux par une cure de raisin (sic), où il fut soigné par une famille d’Alsace qu’il avait connue à Strasbourg, les Moher de Sainte-Marie-aux-Mines.
Il mourut en Suisse (où son acte de décès est consigné dans les registres protestants), assisté de sa sœur et de son beau-frère Lustreman. Ses dernières paroles furent « mon âme est pleine d’espérance ». Après des funérailles à l’église des Missions Étrangères, rue du Bac, il repose au cimetière du Montparnasse, dans une concession achetée pour lui par sa sœur et son beau-frère. Le monument actuel, très sobre, est l’œuvre de sa cousine Marguerite de Bayser-Gratry. Il porte cette profession de foi de Alphonse Gratry : « Je suis le serviteur et l’adorateur de la Vérité seule ».

## Distinction
- Chevalier de la Légion d'honneur (27 avril 1845)[5]

## Œuvres
- Lettre à M. Vacherot, (1851)
- De la connaissance de Dieu, 2 vol. (1853)
- Logique, 2 volumes(1855)
- De la connaissance de l’âme, 2 vol. (1858)
- Mois de Marie, (1859)
- La Paix, (1861)
- La Philosophie du Credo, (1861)
- Les Sources, conseils pour conduire l’esprit, (1862)
- Les Sources, 2e partie (1862)
- Commentaires sur l’Évangile de saint Mathieu, (1863)
- Crise de la Foi, (1863)
- Les sophistes et les critiques, (1864)
- Jésus Christ, réponse à M. Renan, (1864)
- Henri Perreyve, (1866)
- Discours de réception à L’Académie, (1868)
- La Morale et la loi de l’Histoire, (1868)
- Lettres sur la religion, (1869)
- Les Sources de la régénération sociale, (1871). C'est une reprise du Catéchisme social de 1848.

## Œuvres posthumes
- Souvenirs de ma jeunesse[6], (1874)
- Méditation inédites[6], (18..)